# Colt ACR
Das Colt ACR (Advanced Combat Rifle) war ein amerikanisches Sturmgewehr von Colt Defense LLC. Entwickelt wurde es in den 1980er-Jahren auf Basis des Colt Automatic Rifle auf Anforderung der US Army im Zuge des Special-Purpose-Individual-Weapon-Programmes. Es wurde auf die Verwendung mit Duplex-Patronen ausgelegt.

## Übersicht
Grundsätzlich handelt es sich bei dem Colt ACR um ein abgewandeltes M16, das mit einem Reflexvisier versehen ist.

## Munition
Das Gewehr verschießt Duplexgeschosse aus Wolframcarbid, von dem sich die Entwickler eine erhöhte Trefferquote versprachen.
Es handelt sich um eine einzelne Hülse, in der sich hintereinander zwei Patronen befinden. Die Olin Corporation stellt für Testzwecke verschiedene Varianten her, die jeweils zwei 27 grain (1,75 g) 0.158-inch (4 mm) Projektile, beziehungsweise zwei 0.224-inch (5,69 mm) Projektile, von denen eines 35 grains, (2,27 g) und das andere 33 grains (2,14 g) schwer war.

## Ausgang des Projektes
Da das Colt ACR (genau so wenig wie die anderen Gewehre im Wettbewerb) die geforderte Kampfwertsteigerung von 100 % gegenüber dem M16 nicht erfüllen konnte, versagte es bei der Ausschreibung. Einer der Hauptkritikpunkte war mangelnde Zielgenauigkeit.